# Cantó de Thouarcé
El cantó de Thouarcé és una antiga divisió administrativa francesa del departament de Maine i Loira, situat al districte d'Angers. Té 17 municipis i el cap es Thouarcé. Va desaparèixer el 2015.

## Municipis
- Les Alleuds
- Beaulieu-sur-Layon
- Brissac-Quincé
- Champ-sur-Layon
- Chanzeaux
- Charcé-Saint-Ellier-sur-Aubance
- Chavagnes-les-Eaux
- Faveraye-Mâchelles
- Faye-d'Anjou
- Luigné
- Notre-Dame-d'Allençon
- Rablay-sur-Layon
- Saint-Lambert-du-Lattay
- Saulgé-l'Hôpital
- Thouarcé
- Valanjou
- Vauchrétien

## Història
| Data d'elecció                           | Identitat            | Partit           | Qualitat |
| ---------------------------------------- | -------------------- | ---------------- | -------- |
| 1945-1951                                | Henri Cesbron-Lavau  | Divers droite    |          |
| 1951-1976                                | Pierre de Saint-Pern | Divers droite    |          |
| 1976-1994                                | Jean-Robert Jolivet  | UDF-CDS          |          |
| 1994-2001                                | Camille Laurendeau   | Divers droite    |          |
| 2001-2015                                | Michel Piron         | UDF, després UMP |          |
| les dades anteriors no són pas conegudes |                      |                  |          |
|                                          |                      |                  |          |

## Demografia
| A partir de 1990: Població sense dobles comptes |